# آرتور آساطریان
آرتور آساطریان (ارمنی: Արթուր Ասատրյան؛  ۳۰ مهٔ ۱۹۶۰) یک نوازنده ویولا و تهیه‌کننده موسیقی اهل ارمنستان است. وی از سال میلادی تاکنون مشغول فعالیت بوده است.

## زندگی‌نامه
وی در ۳۰ مهٔ ۱۹۶۰  در ایروان به دنیا آمد و از مدرسه موسیقی چایکوفسکی ایروان (۱۹۷۹) و کنسرواتوار دولتی کومیتاس ایروان (۱۹۸۵) فارغ‌التحصیل شد. وی همچنین برندهٔ جوایزی همچون چهره هنری شایسته جمهوری ارمنستان شده است. 